# Regalo de empresa
Un regalo de empresa (también conocido como regalo promocional o publicitario) es un objeto personalizado o no que las empresas utilizan para obsequiar a sus clientes, empleados, proveedores o colaboradores, por lo general, con ocasión de un acontecimiento determinado: ferias comerciales, visitas a fábrica, Navidad, jubilación, bodas de plata, aniversario, etc.
El merchandising es otra modalidad de obsequio realizado por las empresas pero su diferencia estriba en que el primero es un recuerdo que busca la promoción de una marca o producto mientras que el segundo es simplemente un regalo realizado por la compañía.
Las agencias de publicidad ofrecen una gran variedad de artículos en sus catálogos que se pueden adquirir bajo encargo. En ellos, se estipula un escalado de precios en función de la cantidad encargada. Un servicio adicional que se ofrece comúnmente es la serigrafía, tampografía o marcación láser de la marca o logotipo corporativo pudiendo de esta forma personalizar el regalo.

## Historia
Los regalos de empresa han existido desde los tiempos del Antiguo Egipto, donde se utilizaban para ganar el favor personal de reyes u otros personajes influyentes en la sociedad.
En el siglo XIX este tipo de práctica pasa a considerarse una técnica comercial, donde las técnicas de visualización y la potenciación de mercadotécnica  empiezan su desarrollo en el mercado.  
La primera persona en realizar este tipo de regalos reconocidamente es Jasper Meeks, un impresor de Coshochton (Ohio), cuando proporcionó mochilas impresas con nombres de escuelas locales a una tienda de zapatos. Poco tiempo después, uno de sus competidores, Henry Beach, empezó a utilizar esta técnica. Hecho esto, los dos empezaron a imprimir y comercializar bolsas de canicas, látigos, abanicos, calendarios y mandiles.
No fue hasta el 1904 hasta que doce fabricantes de regalos de empresa se agruparon para fundar lo que es considerada la primera asociación comercial de esta industria, hoy conocida como la Asociación Internacional de Productos Promocionales (PPAI). Más tarde, en 1953 se crea su equivalente español, la Asociación de Fabricantes y Vendedores de Artículos Publicitarios y Promocionales (FYVAR).
A mediados del siglo XX es cuando el crecimiento de los regalos promocionales empieza a ser mayor, cuando un mayor número de empresas reconoce la utilidad y el beneficio obtenido de imprimir su propio logo en artículos para regalar a clientes o trabajadores.

## Tipos de productos
La categoría del regalo de empresa oscila desde los simples detalles de cortesía –bolígrafos, lapiceros, llaveros– hasta los más sofisticados complemento de alta gama destinados a clientes destacados. 
Entre las gamas de productos que se pueden adquirir figuran las siguientes:
- Material de oficina. 
  - Accesorios de ordenador: ratones, discos extraíbles, alfombrillas.
  - Accesorios de escritorio: calculadoras, abrecartas, ceniceros.
- Material de escritura: bolígrafos, lapiceros, rotuladores o estuches con una combinación de los anteriores.
- Sonido. Radios, auriculares, artículos de electrónica.
- Tiempo y climatología. Relojes de mesa, relojes de viaje, estaciones meteorológicas.
- Herramientas. Linternas, cajas y estuches de herramientas, punteros láser,
- Accesorios para el coche.
- Ocio. 
  - Artículos de aventura: brújulas, linternas, navajas.
  - Juegos y juguetes: peluches, lápices de colores, juegos de mesa.
- Hogar. 
  - Decoración.
  - Accesorios de bar y mesa: sacacorchos, utensilios de cocina.
- Viaje. Bolsas de viaje, mochilas, maletines, paraguas.
- Cuidado personal. Set de manicura.
- Regalos corporativos premium como bolígrafos, paraguas, cuadernos y artículos de marroquinería de alta gama.
- Moda. Camisetas, corbatas.
  - Complementos. Relojes de pulsera, llaveros, cinturones.
- Cestas.
  - Cestas de Navidad[2] y lotes navideños.
  - Productos gourmet.

Asimismo, actualmente están obteniendo más importancia los productos de tipo ecológico (tanto en su fabricación como en su embalaje), creándose la oferta de artículos de dicha índole en muchas de las categorías tradicionales: bolígrafos biodegradables, bolsas recicladas, memorias USB libres de toxicidad, bolsas de algodón reutilizables, etc.
En la actualidad triunfan también los regalos corporativos tecnológicos y relacionados con la electrónica, como los powerbanks, cargadores, memorias usb, lectores de tarjetas, multi cargadores, audífonos bluetooth y un largo etcétera.